# Jim Czajkowski
Œuvres principales
- Série SIGMA Force
- Série Les Bannis et les Proscrits

Jim Czajkowski ou James Paul Czajkowski, plus connu sous ses noms de plume James Clemens ou James Rollins, né le 20 août 1961 à Chicago, est un romancier et vétérinaire américain. Il a vendu son cabinet vétérinaire à Sacramento, en Californie, pour se consacrer pleinement à l'écriture.
Jim Czajkowski est un spéléologue amateur et un plongeur certifié. Ces milieux l'ont par ailleurs fortement inspiré pour ses romans, où l'action se déroule fréquemment sous l'eau.
Sous le nom de plume de James Clemens, il écrit également des romans de fantasy dont la saga Les Bannis et les Proscrits (Le Feu de la Sor'cière, Les Foudres de la Sor'cière, La Guerre de la Sor'cière, Le Portail de la Sor'cière et L'Étoile de la Sor'cière), Shadowfall en 2005, et Hinterland en 2006.
En 2007, il a été contacté pour écrire le roman issu du film Indiana Jones et le Royaume du Crâne de Cristal.

## Biographie
Né à Chicago, Jim Czajkowski est diplômé de l'Université du Missouri à Columbia, en 1985 avec un doctorat (DVM) en médecine vétérinaire. Son travail de premier cycle est centré sur la biologie évolutive. Par la suite, il déménage à Sacramento, en Californie, où il exerce son métier de vétérinaire.
Enfant, il était fasciné par les récits des exploits de Howard Carter et sa découverte de la tombe du pharaon de l'Égypte antique, Toutânkhamon. Cette histoire vraie a inspiré plus tard son roman La Nécropole maudite, dans lequel le personnage principal, l'archéologue Henry Conklin, et son neveu Sam découvrent une cité perdue des Incas dans les montagnes de la jungle des Andes, contenant un trésor.
Dans sa jeunesse, il a pu lire et être captivé par Tarzan de Edgar Rice Burroughs, Le Magicien d'Oz de L. Frank Baum, et Les Chroniques de Narnia de C. S. Lewis. En général, il a également été inspiré par des auteurs comme Jules Verne et H. G. Wells, dont les œuvres lui servaient de tremplin pour l'écriture de romans contemporains similaires, remplis de ce qu'il appelle « les trois M de la fiction » : Magie, Mutilation, et Monstres.
James Rollins, Steve Berry et Brad Thor (en) ont commencé à faire du crossover de leurs personnages dans leurs romans, ce qui a été apprécié par les lecteurs à leur grande surprise.

## Œuvres

### Sous le nom de James Rollins

#### SérieSIGMA Force
1. Tonnerre de sable ((en) Sandstorm, 2004)Réédité en 2015 sous le titre La Cité de l'Enfer
2. L'Ordre du Dragon ((en) Map of Bones, 2005)
3. La Bible de Darwin ((en) Black Order, 2006)
4. La Malédiction de Marco Polo ((en) The Judas Strain, 2007)
5. Le Dernier Oracle ((en) The Last Oracle, 2008)
6. La Clé de l'apocalypse ((en) The Doomsday Key, 2009)
7. La Colonie du Diable ((en) The Devil Colony, 2011)
8. Le Complot des immortels ((en) Bloodline, 2012)
9. Noire Providence ((en) The Eye of God, 2013)
10. La Sixième Extinction ((en) The 6th Extinction, 2014)
11. Le Labyrinthe des os ((en) The Bone Labyrinth, 2015)
12. Le Septième Fléau ((en) The Seventh Plague, 2016)
13. L'Île interdite, Fleuve noir, 2021 ((en) The Demon Crown, 2017), trad. Leslie Boitelle-Tessier, 480 p.  (ISBN 978-2-265-14395-1)
14. E.V.E., Fleuve noir, 2022 ((en) Crucible, 2019), trad. Leslie Boitelle-Tessier, 512 p.  (ISBN 978-2-265-15539-8)
15. La Dernière Odyssée, Fleuve noir, 2023 ((en) The Last Odyssey, 2020), trad. Leslie Boitelle-Tessier, 480 p.  (ISBN 978-2-265-15540-4)
16. Crépuscules, Fleuve noir, 2024 ((en) Kingdom of Bones, 2022), trad. Leslie Boitelle-Tessier, 480 p.  (ISBN 978-2-265-15706-4)
17. Cataclysmes, Fleuve noir, 2025 ((en) Tides of Fire, 2023), trad. Leslie Boitelle-Tessier, 512 p.  (ISBN 978-2-265-15872-6)
18. (en) Arkangel, 2024

#### Romans d'aventures
- L'Ultime Secret de la glace bleue, Fleuve, 2024 ((en) Subterranean, 1999), trad. Emmanuel Chastellière, 448 p.  (ISBN 978-2-265-15710-1)
- La Nécropole maudite, Fleuve, 2025 ((en) Excavation, 2000), trad. Leslie Boitelle-Tessier  (ISBN 978-2-265-15708-8)À paraître le 6 novembre 2025
- La Civilisation des Abysses, Fleuve noir, 2012 ((en) Deep Fathom, 2001)
- Amazonia, Fleuve noir, 2011 ((en) Amazonia, 2002)
- Mission Iceberg, Fleuve noir, 2011 ((en) Ice Hunt, 2003)
- Indiana Jones et le Royaume du Crâne de Cristal, Bragelonne, 2008 ((en) Indiana Jones and the Kingdom of the Crystal Skull, 2008)
- Le Fléau d'Eden, Fleuve noir, 2014 ((en) Altar Of Eden, 2009)

#### SérieLa Chute de la Lune
1. La Prophétie, Fleuve, 2023 ((en) The Starless Crown, 2022), trad. Leslie Boitelle-Tessier, 640 p.  (ISBN 978-2-265-15511-4)Réédition, Pocket, coll. « Science-fiction » no 7373, 2024, 944 p. (ISBN 978-2-266-34134-9)
2. (en) The Cradle of Ice, 2023
3. (en) A Dragon of Black Glass, 2025

#### SérieL'Ordre des Sanguinistes
Cette série est coécrite avec Rebecca Cantrell.
1. Le Sang de l'alliance, Fleuve, 2015 ((en) The Blood Gospel, 2013)
2. La Dernière Tentation, Fleuve, 2015 ((en) Innocent Blood, 2013)
3. Le Faux Prophète, Fleuve, 2016 ((en) Blood Infernal, 2015)

#### SérieJake Ransom
1. Jake Ransom et l'Ombre du roi squelette, Pocket Jeunesse, 2010 ((en) Jake Ransom and the Skull King's Shadow, 2009)  (ISBN 978-2-266-18272-0)
2. Jake Ransom et le Sphinx hurlant, Pocket Jeunesse, 2011 ((en) Jake Ransom and the Howling Sphinx, 2011)  (ISBN 978-2-266-18273-7)

#### Nouvelles
- Les Os du Diable (The Devil's Bones, 2014)Écrit avec Steve Berry. Publiée dans l'anthologie réunie par David Baldacci de onze nouvelles rédigées par des équipes de deux à trois auteurs Face à face (Face Off), Fleuve Noir, coll. « 12/21 », 2020, trad. Maxime Berrée, 398 p. (ISBN 978-2-265-15470-4)

### Sous le nom de James Clemens

#### SérieLes Bannis et les Proscrits
1. Le Feu de la Sor'cière, Bragelonne, 2006 ((en) Wit'ch Fire, 1998)
2. Les Foudres de la Sor'cière, Bragelonne, 2007 ((en) Wit'ch Storm, 1999)
3. La Guerre de la Sor'cière, Bragelonne, 2008 ((en) Wit'ch War, 2000)
4. Le Portail de la Sor'cière, Bragelonne, 2008 ((en) Wit'ch Gate, 2001)
5. L’Étoile de la Sor’cière, Bragelonne, 2009 ((en) Wit'ch Star, 2002)

#### SérieChronique des Dieux
1. L'Ombre de l'assassin, Bragelonne, 2010 ((en) Shadowfall, 2005)
2. L'Ombre du chevalier, Bragelonne, 2011 ((en) Hinterland, 2006)